# 大阪市立東商業高等学校
大阪市立東商業高等学校（おおさかしりつ ひがししょうぎょう こうとうがっこう）は、大阪府大阪市中央区に所在した市立の高等学校。

## 概要
1920年に創立した商業高等学校だった。学校統廃合により、2012年度に大阪市立大阪ビジネスフロンティア高等学校に統合され、2014年3月に閉校した。
伝統訓は「士魂商才」。利益をあげお金を稼ぐだけの才能ではなく、知性に裏付けられた商才をもつことを意味する。
従来は商業科1学科だったが、1997年度入学生以降閉校までは国際経済科・会計科・総合ビジネス科の商業系3学科を設置していた。
2004年度以降入学生については、受験時には学科の区別なく総合募集をおこなっていた。1年次の4月～5月をオリエンテーション期間として各学科の授業体験をおこったのち、生徒からの学科希望をもとに、1年次の5月に正式に所属学科が決定されるシステムをとっていた。
かつては、夜間定時制課程を単独設置する大阪市立東第二商業高等学校および大阪市立新船場高等学校と校舎・敷地を時間差で共用していた時期があった。

## 沿革

### 旧制東商業学校
当時の東区の区会の決議により、1920年に東区甲種商業学校として、大阪市東区広小路町（現在の大阪市中央区上町1丁目）に創立した。学校設置には、当時の金額で100万円の巨費が投じられた。創立時の敷地は、現在は大阪府立中央聴覚支援学校となっている。
1921年には東区の区立としての運営から大阪市の直営となり、大阪市立東商業学校として改編された。
太平洋戦争の際、戦時体制により1943年に工業学校への転換を余儀なくされた。生徒は学徒勤労動員により、大阪砲兵工廠・住友金属・久保田鉄工所などへと動員された。
1945年の大阪大空襲では、広小路町の校舎が被害を受けた。

### 浪華女子商業学校
戦時体制により男子商業学校が工業学校に転換された不足分を補うため、大阪市では女子商業学校を増設することにした。敷地を新たに見つけ校舎を新設する余裕はないとして、既存の国民学校を近隣校に統合させる形で廃校とし、空いた校舎を商業学校に転用する策をとった。
浪華女子商業学校もそのような策で設置された学校のひとつにあたる。浪華女子商業学校は、東区久太郎町にあった浪華国民学校（浪華小学校）の校舎を転用して1944年に設置された。

### 東商業高等学校
大阪市では終戦後の学制改革で、市立の旧制中等教育学校について、全校を形式的に新制高等学校に移行させるが、戦災被害やその他の事情を考慮して統廃合を適宜進める方針をとった。
これに伴い、旧制東商業学校は1948年の学制改革により新制大阪市立東商業高等学校へと移行した。また旧制浪華女子商業学校は同年、新制の大阪市立浪華商業高等学校に移行した。
1948年、大阪市立東商業高等学校が大阪市立浪華商業高等学校の校舎へ移転し、男子学校と女子学校の2校が同居する形で男女共学を実施した。当時、「大阪市立東浪華商業高等学校」と2校の校名を併称することがあったとされる。その後1950年に、正式に東商業・浪華商業の2校が合併し、合併後の校名は大阪市立東商業高等学校となった。
1973年には都島区東野田・大阪大学工学部の跡地を大阪市が取得し、大阪市立東高等学校と大阪市立東商業高等学校の2校が同地へ移転する構想が持ち上がった。一時は「東高校・東商業高校の2校を統合したうえでの移転」の可能性も取り沙汰されたが、その後1977年に東高等学校のみの単独移転、および東商業高等学校の現地建て替えの方針が確定した。
1979年より元の敷地での校舎建て替えが進められることになり、1979年11月5日付で旧東高等学校校舎（東区北久太郎町1-1）に仮移転した。1982年に新校舎が完成し、同年3月15日に元の敷地に復帰している。新校舎は高層の建物で、学校校舎としては当時日本で2番目の高層校舎だったとされる。
大阪市では1970年代以降市立の高等学校での学校特色化の検討が始まり、1980年代以降には「意欲的で目的意識の明確な生徒の入学により学校が活性化することをねらい」として、府立高校とは異なった形での学校特色化の動きが具体的に進んだ。
商業系高等学校でも特色化の動きが生まれ、東商業高等学校では1993年よりコース制に移行したのち、1997年に3学科体制へと改編された。

### 閉校
大阪市教育委員会は2004年、大学や産業界と連携して、高度な専門性を持つ商業人の育成や、高校・大学の7年間を見据えた商業教育などをおこなう新しいタイプの市立商業高等学校を、既存校の統廃合で設置する構想を発表した。この時点では、具体的な統廃合対象校については言及されていなかった。
その後大阪市教育委員会は2007年6月、統廃合対象校と新商業高等学校の開校計画時期を発表した。発表によると、新商業高等学校は既存の大阪市立天王寺商業高等学校・大阪市立市岡商業高等学校・大阪市立東商業高等学校の3校を統合して、従来の天王寺商業高等学校の場所に2012年4月の開校を目指すとした。
これに伴い2012年4月より在校生も新商業高等学校内の新校舎に移転し、新商業高校・東商業高等学校・天王寺商業高等学校・市岡商業高等学校の4校が新商業高等学校の校舎を共用することが発表された。新商業高等学校は2011年、大阪市立大阪ビジネスフロンティア高等学校の校名が決定した。
東商業高等学校は2011年度新入生を最後の学年として、2012年度以降は新入生募集を停止する形となった。2012年度以降の2年間のみ、天王寺区烏ヶ辻の大阪ビジネスフロンティア高等学校の校舎に移転して教育活動をおこない、最終学年が卒業する2014年3月に閉校した。

### 年表
- 1920年 - 東区甲種商業学校として、大阪市東区広小路町に創立。
- 1921年 - 東区から大阪市に移管。大阪市立東商業学校となる。男子のみの募集。
- 1936年 - 夜間課程の東第二商業学校（のち東第二商業高等学校・新船場高等学校）を併設。
- 1943年 - 戦時体制により工業学校に転換。
- 1944年 - 浪華女子商業学校を東区久太郎町に設置。
- 1945年 - 大阪大空襲で校舎が被災。
- 1948年 - 学制改革により大阪市立東商業高等学校となる。大阪市立浪華商業高等学校（旧浪華女子商業学校）との同居で男女共学を実施。東区久太郎町（旧浪華女子商業学校の校舎）に移転。
- 1950年 - 大阪市立浪華商業高等学校を合併。
- 1979年11月5日 - 校舎建て替えのため、大阪市立東高等学校跡地（のちの中央区役所の位置）に仮移転。
- 1982年3月15日 - 新校舎が完成。元の場所に復帰。
- 1993年 - コース制に移行。
- 1997年 - 学科を改編。従来の商業科1学科から、国際経済科・会計科・総合ビジネス科の商業系3学科体制となる。
- 2004年 - 商業系3学科の総合募集を開始。
- 2012年 - 大阪市立大阪ビジネスフロンティア高等学校に統合、この年以降の新入生募集を停止。在校生（当時の2・3年）は大阪ビジネスフロンティア高等学校校舎に移転。
- 2014年3月31日 - 閉校

## 学校跡地
学校跡地は2014年3月、一般入札でプレサンスコーポレーションに売却された。跡地の東半分にはタワーマンションが建設された。残る西半分は2015年2月、日本商業開発がプレサンスコーポレーションから取得し、スーパーマーケット・ライフ堺筋本町店が2016年5月に開業した。
2017年9月、学校跡地の一角（旧敷地の南側）に大阪市立東商業高等学校跡地の記念碑が設置された。同所には、かつて東商業高等学校敷地内の北側道路沿いにあった、浪華小学校跡の記念碑、および新船場高等学校の記念碑も移設されている。

## 出身者
- 青芝フック・キック - 漫才コンビ
- 香西かおり - 演歌歌手
- 駒田桂二 - 元プロ野球選手
- 九条亜希子 - 元女優
- 谷晃 - 俳優、演出家
- 西口徳次 - 日本の海軍軍人
- 冨士野勉寿 - 実業家
- 松鶴家祐二 - 漫談家。ラジオパーソナリティー
- 渡辺真良 - スポーツ用品卸売業「ゼット」実質的な創業者

## 交通
- 大阪市営地下鉄中央線・堺筋線 堺筋本町駅 南へ約150m